# How Civil Wars Start
How Civil Wars Start: And How to Stop Them (en español: «Cómo comienzan las guerras civiles: y cómo detenerlas») es un libro de Barbara F. Walter, publicado en 2022.

## Antecedentes
Barbara F. Walter es profesora de relaciones internacionales en la Universidad de California en San Diego. Ella escribió en el libro que inicialmente comenzó a reflexionar sobre el concepto de una guerra civil inminente en 2018, durante el mandato de Donald Trump como presidente de los Estados Unidos, pero sus colegas no consideraron su punto de vista en ese momento.

## Sinopsis
Walter argumenta que Estados Unidos está en peligro de convertirse en una autocracia, aunque no espera un conflicto en Estados Unidos como la Guerra de Secesión en términos de escala. En comparación, analiza las circunstancias que llevaron a los conflictos en Yugoslavia, Filipinas e Irak. Walter también analiza la democracia de los Estados Unidos a través de un «índice político»; esta es una escala de -10 a +10, donde -10 es una autocracia y +10 es una democracia. Según Walter, Estados Unidos ha pasado de +10 unos años antes de que se escribiera el libro a +5 cuando se publicó, lo que convierte a los Estados Unidos actuales en una anocracia, una democracia parcial. Ella imagina una escena que ocurriría en 2028, en la que incendios forestales arden en California y bombas estallan en todo el país.
Walter escribe sobre el impacto de las redes sociales en las tensiones en los Estados Unidos, argumentando que une a los extremistas y crea división. También habla de «empresarios étnicos», que ganan seguidores explotando las tensiones culturales y étnicas.

## Reacción
Escribiendo para The New York Times, Jennifer Szalai calificó el consejo del libro como «bien intencionado pero insuficiente», aunque también comentó que dados los escenarios que describe Walter, esto podría ser comprensible; pensó que varias de las orientaciones que proporcionaba el libro, como «El gobierno de los Estados Unidos no debería complacer a los extremistas», eran bastante obvias. También se refirió a la futura escena de la guerra civil como «infundir miedo», pero dijo que si Walter está analizando e interpretando correctamente las circunstancias actuales, la escena podría ser una advertencia responsable. Szalai comentó que la escala de calificación le dio a Walter una forma racional de justificar «conclusiones contundentes», como la idea de que «el Partido Republicano se está comportando como una facción depredadora».